# Иконостас Павло-Обнорского монастыря
«Иконостас Павло-Обнорского монастыря» — иконостас, созданный иконописцем Дионисием для Троицкого собора Павло-Обнорского монастыря близ Вологды. Первоначально иконостас размещался в старом деревянном соборе, позднее перенесён в каменный Троицкий собор, построенный в 1505—1516 годах Василием III.

## История создания
Из икон авторства Дионисия, составлявших иконостас Троицкого собора, сохранились лишь четыре: «Распятие» (праздничный ряд, в настоящее время хранится в ГТГ), «Спас в силах» (деисус, в настоящее время хранится в ГТГ), «Уверение Фомы» и «Успение Богоматери» (местный ряд, в настоящее время хранится в Вологодском музее). Авторство Дионисия установлено благодаря надписи на обороте «Спаса в силах», обнаруженной в 1949 году: 

В ле[то] ЗИ (7008 — 1500) писан диисус и празни-ки и пророци Денисьева письмени.— Надпись на обороте иконы «Спас в силах»
Таким образом, согласно надписи, Дионисий в 1500 году писал деисусные, праздничные и пророческие иконы, то есть все иконы, входящие в трёхъярусный иконостас. Надпись вырезана, по мнению палеографа Марфы Щепкиной, в 1530-х годах. Под верхней шпонкой на обороте «Спаса» видны остатки полустёршейся надписи, сделанной чёрной краской (рефтью) полууставом. Игорь Кочетков, изучив надпись краской, пришёл к выводу, что резная надпись повторяет её, разница лишь в написании слова «деисус», где буква Ъ заменена на И.
Две праздничные иконы также надписаны чёрной краской на оборотах: на «Распятии» можно прочитать четыре первые буквы из названия иконы, и ниже видно процарапанную букву-цифру Ѳ, то есть «9». На «Уверении Фомы» видны название «Фомино испытание» и буква Є. Все надписи, выполненные на оборотах трёх икон краской, сходны по материалу, манере исполнения и расположению — под верхней шпонкой иконы.
По сообщению игумена монастыря Вениамина (август 1781 года) в Вологодскую духовную консисторию, на обороте нескольких икон из иконостаса указано: «Письма Дионисиева», на тот момент было известно только об одном иконописце, носившем имя «Дионисий» — Дионисии Глушицком (1363—1437).

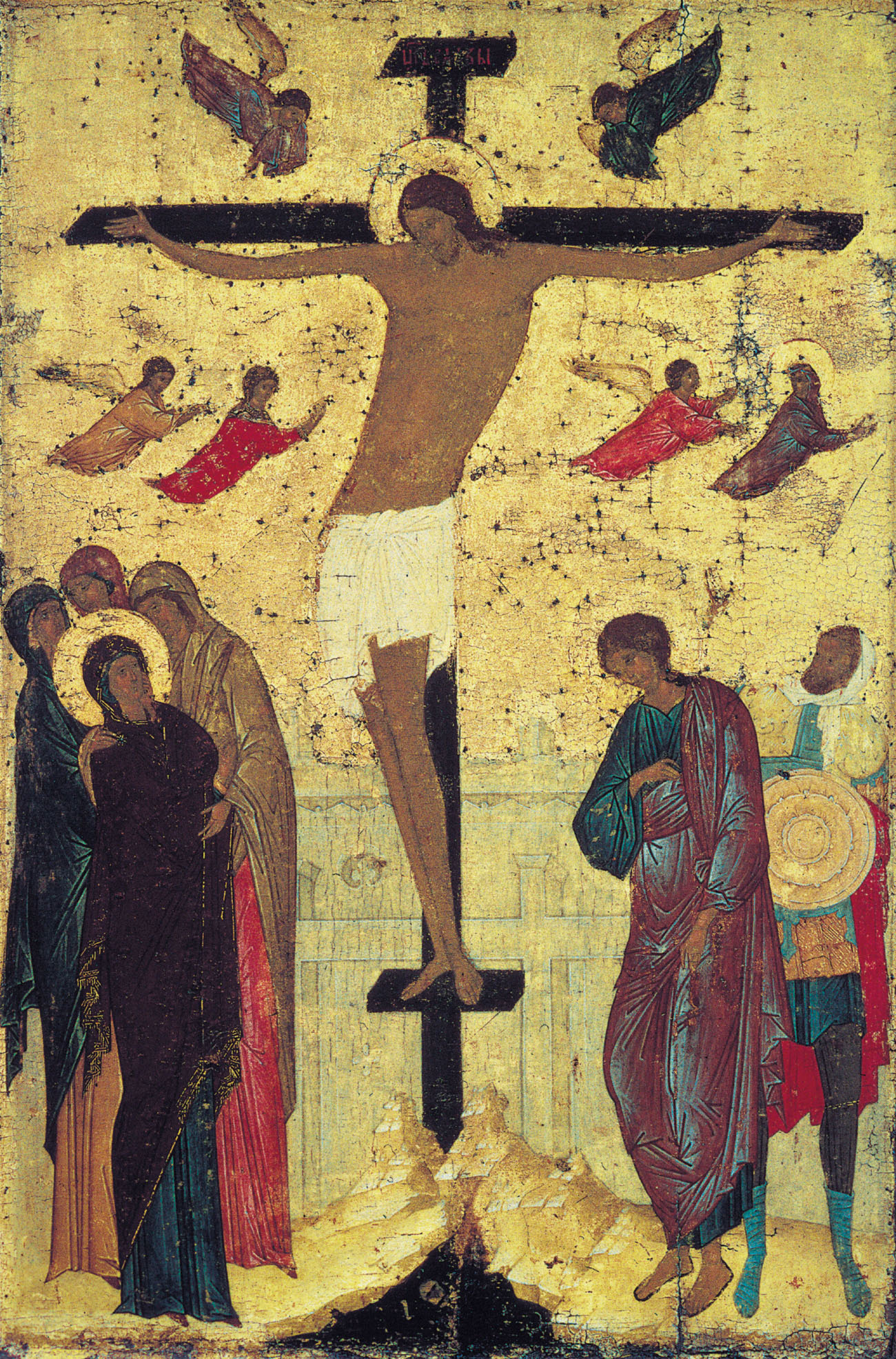
Распятие. После закрытия монастыря образ был передан сначала в Грязовецкий музей, а оттуда поступил в Вологодский музей. В настоящее время в ГТГ
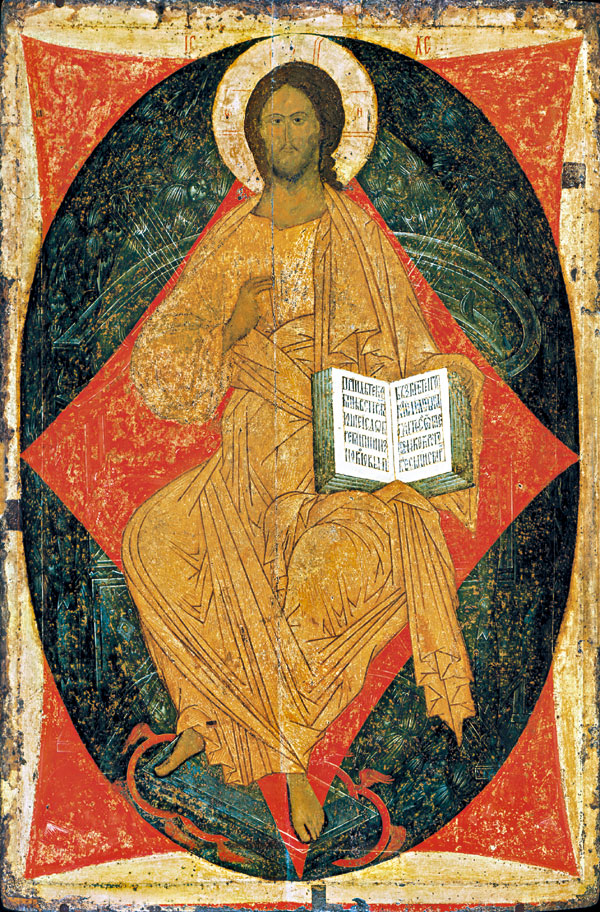
Спас в силах
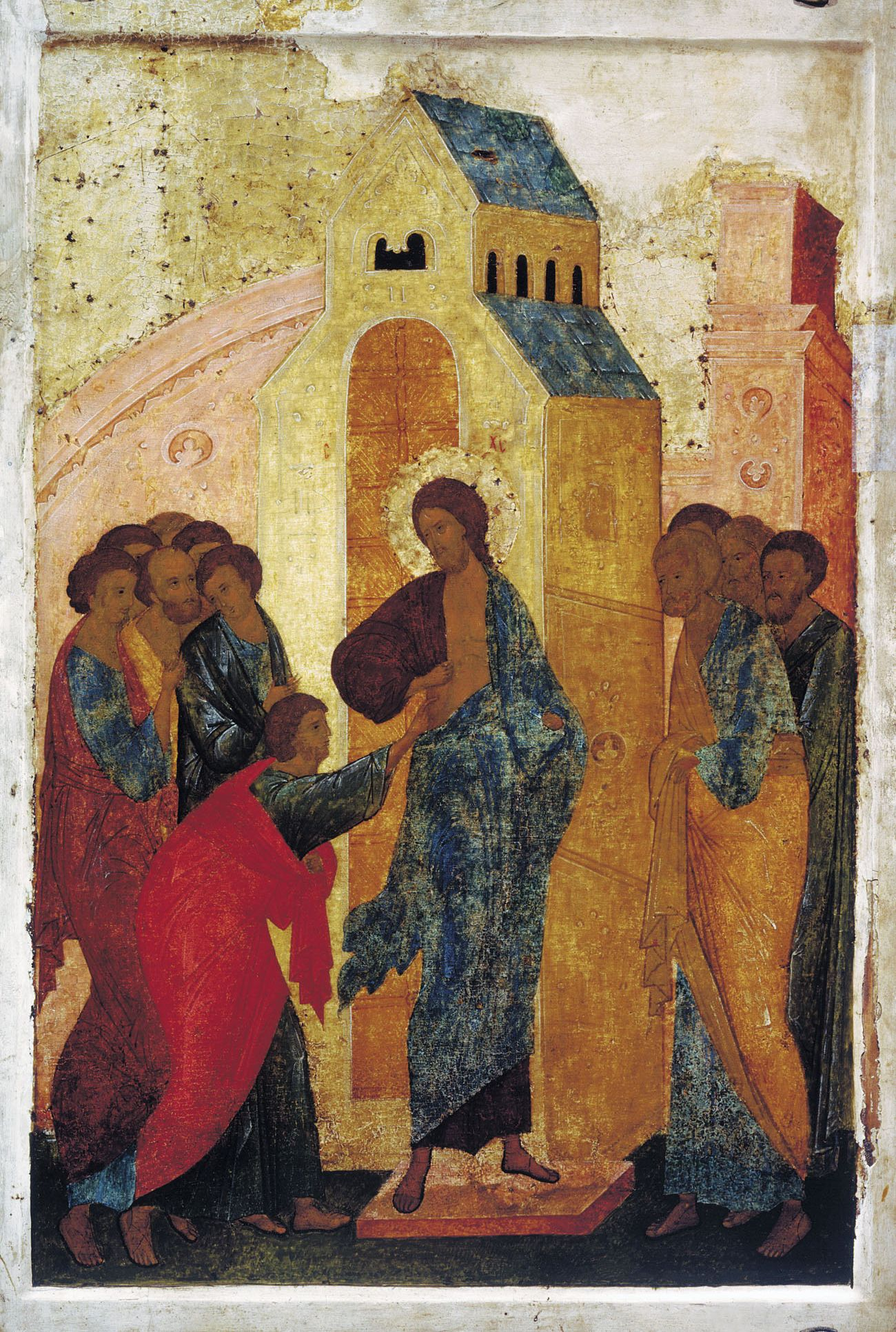
Уверение Фомы. Образ обнаружен Б. Эдингом в поездке по Северу в 1914 году
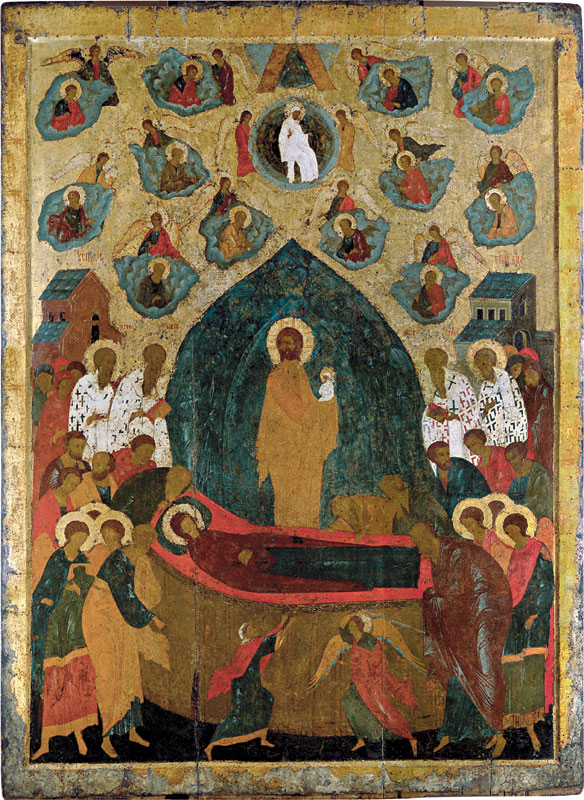
Успение Богоматери. После закрытия монастыря икона была передана сначала в Грязовецкий музей, в настоящее время — в Вологодском музее

Буквы-цифры, нанесенные на оборот икон, обозначали порядок расположения образов. Началом отсчёта служил конец ряда, что было удобно для формирования иконостаса, при том, что собирающий его находился позади. Буквы могли написать, когда иконостас демонтировали, чтобы перенести в другое место.

### Иконостас в XVII веке
Зная количество икон иконостаса из позднейших описей и их размеры, исследователи установили, что его ширина была равна ширине каменного Троицкого собора. В 1654 году (опись от апреля) в иконостас входили 15 икон деисуса, 20 икон праздников, 14 — пророков с центральной иконой ряда «Богоматерь Воплощение», 16 икон праотцев с центральной «Спаситель». Состав иконостаса оставался прежним и в 1682, и в 1687 годах. Иконы были в басменных серебряных с позолотой окладах. Вероятно, во всех описях зафиксировано изначальное состояние иконостаса собора, созданного Дионисием, за одним исключением — праотеческого ряда, который не упомянут в надписи на «Спасе в силах», поэтому исследователи предполагают, что он мог быть добавлен к имеющимся трем ярусам позднее. Также позднее было создано навершие из 38 херувимов и серафимов. Не известно, все ли иконы, написанные Дионисием, сохранились в иконостасе к моменту проведения описей. Вполне возможно, что часть их заменялась новыми.
По данным описи 1683 года И. Кочетков предположительно восстановил состав праздничного ряда иконостаса:
1. Рождество Богоматери
2. Введение во храм
3. Благовещение
4. Рождество Христово
5. Сретение
6. Преполовение
7. Богоявление
8. Преображение
9. Воскрешение Лазаря
10. Вход в Иерусалим
11. Тайная вечеря
12. Распятие
13. Положение во гроб
14. Сошествие в ад
15. Жены-мироносицы
16. Уверение Фомы
17. Вознесение
18. Сошествие Святого Духа
19. Успение Богоматери
20. Троица Ветхозаветная

В 1765 году в соборе произошёл серьёзный пожар, но иконостас и ризницу удалось спасти. Из-за трещин в перекрытиях собора и куполах, которые появились ещё до пожара, вести службы не представлялось возможным. Старый иконостас ветшал, и в сентябре 1782 года было решено иконы, живопись которых можно было исправить, использовать в новом иконостасе. По документу от 1784 года известно, что на починку обветшавших окладов с двенадцати икон деисусного чина и шести праздничного была использована басма, снятая с их полей. С четырнадцати икон басма была снята полностью.
По описанию 1785 года, для нового иконостаса собора были использованы из первоначального двенадцать из деисусного чина, шесть праздничных и некоторая часть пророческих икон. Три центральные иконы деисусного ряда были заменены новой «Спас на престоле, с предстоящими Богоматерью и Иоанном Предтечей». В праздничный ряд были включены новые «Вознесение» и «Сошествие Св. Духа» в живописном стиле. В 1843 году в нём оставались всего шесть образов.